# Tom Perry
Tom Perry, pseudonimo di Antonio Peretti (Sovizzo, 1960), è un alpinista italiano.

## Biografia
È soprannominato "l'alpinista scalzo", per aver compiuto salite e discese a piedi nudi da importanti cime o per essersi tolto gli scarponi ed aver corso scalzo su vette montuose di tutto il mondo fino a settemila metri di quota/ Epiche le performances sul Kilimangiaro nel 2004, sul monte Bianco nel 2006, poi nel 2007 la discesa dal vulcano Etna con temperature al suolo che sfioravano i 600 gradi centigradi. Impressionante poi la salita dell Aconcagua in Argentina nel 2009 dove la quota di settemila metri e la temperatura di 25 gradi sottozero in condizioni estreme rappresentano l'apice delle sfide. Importanti poi gli incontri con il Dalai Lama, e nel 2014 con Papa Francesco che si complimenta per la dedizione e l'impegno di Tom per la salvaguardia del creato.  L'intera discesa è stata compiuta senza scarponi dal Kilimanjaro in Africa o il Licancabur e il Nevado Sajama in Bolivia o deserti come quello di Atacama in Cile o il Salar de Uyuni in Bolivia.
Guardia forestale di professione, Perry iniziò nel 2001 a praticare la discesa alpina a piedi nudi discendendo scalzo dal Carega. Ha poi disceso il Monte Cristallo a Cortina d'Ampezzo, il Canalone della Tofana di Rozes, la "Cima Giovanni Paolo II" (Gran Sasso) il vulcano Tunguragua in Ecuador, il Sinai in Egitto.
Nel 2007 Perry ha compiuto la discesa dell'Etna a piedi nudi. Successivamente ha affrontato il Sajama, la più alta cima della Bolivia. Perry in questo tipo di performance di solito affianca iniziative di beneficenza.
Nel 2011, in occasione della rassegna Orobie Film Festival ha ricevuto il Premio Montagna Italia per «l'originalità ed il grande impegno umanitario verso le popolazioni povere del mondo». Nel 2013 Tom sale scalzo la vetta del monte Ararat in Turchia,  con lo slogan dedicato al Pianeta   " Salviamo il salvabile" naturalmente alludendo alla mitica Arca di Noè.  Nel 2016 sul Monte Rosa alla capanna Margherita lo slogan è dedicato al degrado, all'inquinamento, ed ai rifiuti come la plastica, che soffocano il respiro della terra " pensando al Sud America corrotto e inquinato "Otro mundo es posible".
Nel 2018 L'impegno di Tom nelle serate un po' ovunque in Italia ed all'estero, richiama l'attenzione su forti valori umani,in particolare, la coscienza, la responsabilità, la sincerità, la solidarietà, il coraggio delle idee, il concetto della fatica per raggiungere obiettivi concreti proponendo tematiche legate all'essere umano ormai relegato a recitare un ruolo sempre più marginale soffocato dai sistemi tecnologici e informatici.  Ecco ora il titolo del programma 2018 " Il Malessere del Benessere", Filmati, documentari, esperienze vissute in varie parti del mondo fanno capire come l'umanità deve affrontare le sfide dei prossimi anni per poter continuare a sperare nella sopravvivenza del genere umano.  Cambiamento sostanziale dopo la dicitura " Alpinista scalzo"  troppo di nicchia e riservato ad una categoria specifica ,  con" L'uomo a piedi nudi "  Tom  abbraccia tutto il genere umano, e quindi non solo il mondo alpinistico ma tutte le etnie del Pianeta. Dopo gli anni della pandemia  Tom ritrova lo spunto dei tempi migliori,e nel 2024 nasce una nuova avventura dal titolo   " Perù Segreto " dove l'uomo a piedi nudi entra in Perù alla ricerca dei segreti del popolo Inca, con una spediziione mirata a trovare siti poco conosciuti e di interesse storico naturalistico. Viene realizzato un documentario  dal titolo ovviamente "Perù Segreto "  dove Tom guida lo spettatore in luoghi particolari e con l'ausilio del drone si realizzano immagini spettacolari e molto suggestive con sempre un finale dedicato alla solidarietà ed alla salvaguardia della Pachamama ovvero la madre terra.